# In Situ
In Situ je třetí studiové album americké hudebnice Laurel Halo. Vydáno bylo 21. září roku 2015 společností Honest Jon's Records. Jde o dvojité EP. Autorem fotografie na obalu alba je Phillip Aumann. Album bylo vydáno jak na kompaktním disku, tak i na 12" gramofonové desce.

## Seznam skladeb
1. „Situation“ – 4:29
2. „Leaves“ – 3:19
3. „Nebenwirkungen“ – 5:00
4. „Drift“ – 5:02
5. „Nah“ – 3:49
6. „Shake“ – 4:05
7. „Nimrud“ – 1:41
8. „Focus I“ – 8:23